# پشه‌های کوهی
پشه‌های کوهی (نام علمی: Deuterophlebia) نام یک سرده از فروراسته بال‌توری‌ریختان است.